# Ocotea sinaiana
Ocotea sinaiana är en lagerväxtart som beskrevs av Vattimo. Ocotea sinaiana ingår i släktet Ocotea och familjen lagerväxter. Inga underarter finns listade i Catalogue of Life.